# 스콧 폴리
스콧 폴리(Scott Foley, 1972년 7월 15일 ~ )는 미국의 배우이다.

## 출연 작품
- 스크림 3